# David Schickler
Œuvres principales
- Comédie new-yorkaise

David Schickler, né le 30 juillet 1969 à Rochester dans l'État de New York, est un écrivain et scénariste américain.

## Biographie
Après des études de relations internationales à l'Université de Georgetown et une maîtrise en arts (MFA) à l'Université Columbia, il enseigne la littérature anglaise et l'art dramatique dans le Vermont, puis à Rochester. Il est le co-créateur (avec l'écrivain Jonathan Tropper), le producteur et le scénariste de la série télévisée Banshee. Il vit aujourd'hui à New York.

## Œuvres

### Romans
- (en) Sweet and Vicious, 2004

### Recueils de nouvelles
- Comédie new-yorkaise, Éditions de l'Olivier, 2002 ((en) Kissing in Manhattan[1], 2001)

### Mémoires
- (en) The Dark Path, 2013